# Christof Mauch
Christof Mauch (* 9. Februar 1960 in Sindelfingen) ist ein deutscher Historiker.

## Leben
Christof Mauch studierte Literatur, Philosophie, Geschichte und evangelische Theologie an der Eberhard Karls Universität Tübingen, Humanities und Religious Studies in London (King’s College und Leo Baeck College), außerdem an der Universidad de Salamanca. Während des Studiums war Christof Mauch bis 1988 nebenberuflich, zusammen mit Hans-Joachim Kleber, Organist der württembergischen Landeskirche mit Zuständigkeit für die Kirchengemeinden von Breitenstein und Neuweiler.
1984 gründete Christof Mauch den Universitas Verlag Tübingen (UVT), den er bis 1996 leitete.
1990 wurde Mauch mit einer Arbeit über den Schweizer Schriftsteller Kurt Marti in Tübingen promoviert, 1998 an der Universität zu Köln im Fach Neuere Geschichte habilitiert. 1996 war Mauch Professorial Lecturer an der American University in Washington, D.C., von 1996 bis 1998 Direktor des OSS Oral History Project an der Georgetown University. Von 1999 bis 2007 leitete Mauch das Deutsche Historische Institut in Washington. Seit 2007 ist er Professor für Amerikanische Kultur-, Sozial- und Politikgeschichte und Transatlantische Beziehungen an der Ludwig-Maximilians-Universität München.
Zusammen mit dem Forschungsdirektor des Deutschen Museums, Helmuth Trischler, beteiligte er sich an der Ausschreibung der Käte Hamburger Kollegs für geisteswissenschaftliche Forschung und warb 2008 zwölf Millionen Euro für ein internationales geisteswissenschaftliches Kolleg „Natur als kulturelle Herausforderung“ ein. Daraus entstand das 2009 gegründete Rachel Carson Center for Environment and Society in München. Bei der Evaluierung des Carson Centers 2014 wurde die Fortsetzung der Förderung um weitere sechs Jahre bis 2021 bestätigt.
Christof Mauchs Forschungsgebiete sind die neuere deutsche Literatur, die Geschichte der Friedensbewegung, Widerstand gegen den Nationalsozialismus, Geschichte der amerikanischen Geheimdienste und die Umweltgeschichte.

## Auszeichnungen
Für seine wissenschaftlichen Arbeiten erhielt Christof Mauch mehrere Auszeichnungen, u. a. den Offermann-Hergarten-Preis (für „Schattenkrieg gegen Hitler“), den Henry-Russell-Hitchcock Award der Victorian Society of America (für „Adolf Cluss. Architect“) und, als Mitglied des Cluss-Konsortiums, den Leadership of History Award der American Society of State and Local History. Von 2008 bis 2015 war Christof Mauch Mitglied im Stiftungsrat des National History Center der USA. Von 2011 bis 2013 war er Präsident der Europäischen Gesellschaft für Umweltgeschichte, 2013 wurde er zum Honorary Fellow des Center for Ecological History und zum Ehrenprofessor der Renmin University of China ernannt. 2015 erhielt Mauch den Planetary Award des Instituts für Zukunftskompetenzen und der Design-me-a-Planet-Initiative, 2017 wurde er in Chicago mit dem Award for a Distinguished Career in Public Environmental History der American Society for Environmental History ausgezeichnet.

## Schriften
Christof Mauch hat diverse wissenschaftliche Bücher verfasst oder herausgegeben, ein zweibändiges Speziallexikon der Horologie (Horologisches Lexikon, zusammen mit Eckart Mauch), einen Band mit Limericks (TechtelMechtel: Was weiter geschah, das weiß keiner, zusammen mit der Künstlerin Karoline Löffler) und Unsere Geldköpfe. Porträts der neuen Banknoten (mit Uwe Karbowiak).
Als Autor:
- mit Tobias Brenner: Für eine Welt ohne Krieg. Otto Umfrid und die Anfänge der Friedensbewegung. Ulmer, Schönaich 1987, ISBN 978-3-924191-25-2.
- Poesie – Theologie – Politik. Studien zu Kurt Marti. Niemeyer, Tübingen 1992, ISBN 3-484-18118-4 (zugleich: Dissertation, Universität Tübingen, 1990).
- Schattenkrieg gegen Hitler. Das Dritte Reich im Visier der amerikanischen Geheimdienste 1941–1945. Deutsche Verlags-Anstalt, Stuttgart 1999, ISBN 978-3-421-05196-7. (gekürzte Habilitationsschrift an der Universität Köln von 1997)
- Die 101 wichtigsten Fragen. Amerikanische Geschichte. Beck, München 2008 (Chinesische Übersetzung Beijing: Julin Publishing Group, 2011).
- mit Jürgen Heideking und Anke Ortlepp: Geschichte der USA. 7. aktualisierte und ergänzte Auflage, Francke, Tübingen/Basel 2020; 
Tschechische Übersetzung: Grada, Prag 2012.
- Notes From the Greenhouse. Making the Case for Environmental History. Rachel Carson Center, München 2013.
- Mensch und Umwelt. Eine historische Perspektive auf die Nachhaltigkeit. Ökom, München 2014.
- Paradise Blues. Reisen in die Natur und die Geschichte der USA. Dtv, München 2022, ISBN 978-3-423-29003-6

Als Herausgeber:
- Kurt Marti. Texte, Daten, Bilder. Vorwort von Walter Jens. Luchterhand, Frankfurt am Main 1991.
- mit Jürgen Heideking: USA und deutscher Widerstand. Analysen und Operationen des amerikanischen Geheimdienstes im Zweiten Weltkrieg. Tübingen 1993.
- mit Jürgen Heideking: Geheimdienstkrieg gegen Deutschland. Subversion, Propaganda und politische Planungen des amerikanischen Geheimdienstes im Zweiten Weltkrieg. Vandenhoeck & Ruprecht, Göttingen 1993.
- mit Birgit Zischke: Research and Funding. A German-American Guide for Historians and Social Scientists. German Historical Institute, Washington, D.C. 1999 (= Reference Guide, No. 11).
- mit Philipp Gassert: Mrs. President. Von Martha Washington bis Hillary Clinton. Deutsche Verlags-Anstalt, Stuttgart 2000.
- mit Thomas Reuther: Americana in German Archives. A Guide to Primary Sources Concerning the History of the United States and Canada. Unter Mitarbeit von Jan Eckel und Jennifer Rodgers. German Historical Institute, Washington, D.C. 2001 (= Reference Guide, No. 12).
- Jürgen Heideking: Verfassung – Demokratie – Politische Kultur. Amerikanische Geschichte in transatlantischer Perspektive. Hrsg. und ausgewählt von Christof Mauch, Heike Bungert und Marc Frey. Wissenschaftlicher Verlag Trier, Trier 2002.
- mit Joseph Salmons: German-Jewish Identities in America. From the Civil War to the Present. University of Wisconsin Press, Madison (Wisconsin) 2003.
- Nature in German History. Berghahn Books, New York, Oxford 2004.
- mit Andreas W. Daum: Berlin – Washington 1800–2000. Capital Cities, Cultural Representation, and National Identities. Cambridge University Press, Cambridge/New York 2005 (Rezension, H-Soz-u-Kult, Januar 2007).
- mit Alan Lessoff: Adolf Cluss, Architekt und Revolutionär. Von Heilbronn nach Washington. Heilbronn 2005.
- mit Nathan Stoltzfus und Douglas R. Weiner: Shades of Green. Environmental Activism Around the Globe. Rowman and Littlefield, Lanham (Maryland) 2006.
- mit Thomas Zeller: The World Beyond the Windshield. Roads and Landscapes in the United States and Europe. Ohio University Press, Athens (Ohio) 2008.
- mit Thomas Zeller: Rivers in History. Perspectives on Waterways in Europe and North America. Pittsburgh University Press, Pittsburgh 2008.
- mit Christian Pfister: Natural Disasters, Cultural Responses. Case Studies Toward a Global Environmental History. Lexington Books, Lanham (Madison) 2009.
- mit Dorothee Brantz: Tierische Geschichte. Die Beziehung von Mensch und Tier in der Kultur der Moderne. Schöningh, Paderborn 2010.
- mit Lawrence Culver and Katie Ritson: Rachel Carson’s Silent Spring. Encounters and Legacies, Rachel Carson Center, München 2012.
- mit Rüdiger B. Wersich:  USA-Lexikon. Schlüsselbegriffe zu Politik, Wirtschaft, Gesellschaft, Kultur, Geschichte und zu den deutsch-amerikanischen Beziehungen. Erich Schmidt Verlag, Berlin 2013, ISBN 978-3-503-13746-6.
- mit Helmuth Trischler et al.: Making Tracks. Human and Environmental Histories. Rachel Carson Center, München 2013.
- mit Marco Heurich: Urwald der Bayern. Geschichte, Politik und Natur im Nationalpark Bayerischer Wald. Vandenhoeck und Ruprecht, Göttingen 2020.
- Die Präsidenten der USA. Historische Porträts von George Washington bis Joe Biden. 2., fortgeführte und aktualisierte Auflage. C.H. Beck Paperback, München 2021.